# Chiến tranh Tây Sơn – Chúa Nguyễn (1787–1802)
Chiến tranh Tây Sơn – Chúa Nguyễn (1787–1802) là giai đoạn thứ hai của cuộc chiến tranh Tây Sơn – Chúa Nguyễn. Giai đoạn này bắt đầu khi Nguyễn Ánh trở về tái chiếm Gia Định (1787) và kết thúc khi ông đánh bại hoàn toàn lực lượng của nhà Tây Sơn năm 1802, thống nhất hoàn toàn Việt Nam để trở thành vị vua đầu tiên của nhà Nguyễn là Hoàng đế Gia Long.

## Hoàn cảnh
Tình hình chính trị, xã hội trong nước vào đầu triều Tây Sơn (năm 1785) mới được ổn định hoàn toàn từ Đàng Trong ra tới Đàng Ngoài, tức là từ Trung Việt trở ra Bắc Việt. Còn miền Nam Việt bấy giờ thuộc Đông Định Vương Nguyễn Lữ nhưng đang có chiến tranh với quân chúa Nguyễn (Nguyễn Ánh) nên Việt Nam vẫn chưa được thống nhất hoàn toàn. Riêng về đất đai thuộc ảnh hưởng của Nguyễn Huệ vào năm 1785 (khi đó chưa lên ngôi hoàng đế) thì thực tế chỉ từ Thuận Hóa ra Bắc.

## So sánh lực lượng đôi bên

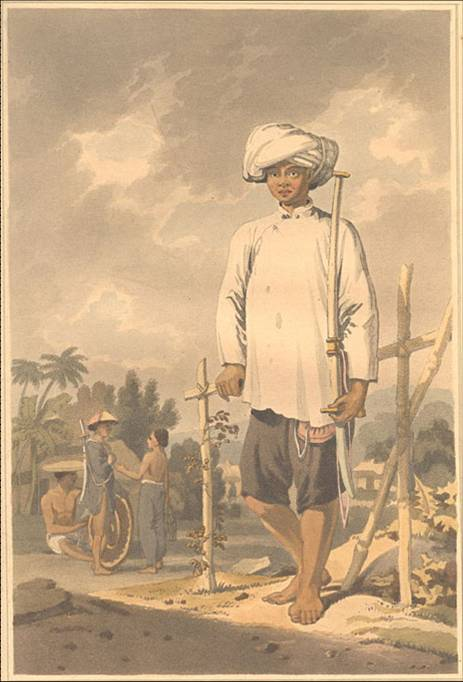
Chân dung người lính Tây Sơn năm 1793-Tranh của William Alexander ở Hội An

Dựa theo các nguồn tư liệu của Pháp, nhiều nhất có chưa tới 100 người Pháp tại Nam Kỳ trước năm 1792, và chỉ có ít người ở lại sau thời điểm đó – có lẽ khoảng 12 sĩ quan và một vài người lính. Trong thời khoảng từ 1799 đến 1802, khi mà sự giao tranh mãnh liệt nhất đã xảy ra trước khi có sự chinh phục Việt Nam của Nguyễn Ánh, chỉ có bốn sĩ quan hải quân là còn có mặt tại Cochinchina (Đàng Trong). Vì thế không thể nào nói rằng các sĩ quan Pháp đã trực tiếp làm thay đổi diễn biến của các sự việc. Tuy nhiên, họ đã huấn luyện quân đội của Nguyễn Ánh về các kỹ thuật mới và đã chia sẻ các kỹ thuật chiến đấu, giúp cho quân lính và thủy thủ của Nguyễn Ánh cân bằng được ưu thế với quân đội Tây Sơn.

### Pháp trợ giúp Nguyễn Ánh
Kể từ năm 1787, với sự giúp đỡ mạnh mẽ hơn của người Pháp thông qua giám mục Pigneau de Béhaine (tức Bá Đa Lộc), Nguyễn Ánh quay trở lại Gia Định. Trước đó, ngày 25 tháng 1 năm 1787, Bá Đa Lộc (giáo sĩ người Pháp làm cố vấn cho Nguyễn Ánh) đã thay mặt Nguyễn Ánh ký Hiệp ước Versailles (1787) với Pháp. Theo đó, vua Pháp đồng ý cử sang 4 chiếc tàu chiến và một đạo binh: 1.200 lục quân, 200 pháo binh, 250 lính da đen ở Phi châu (Cafres) và đủ các thứ súng ống thuốc đạn để đánh Tây Sơn. Ngược lại, sau khi chiến thắng, Nguyễn Ánh phải nhường đứt cho nước Pháp cửa Hội An (Faifo) và đảo Côn Lôn (Poulo-Condore), chủ quyền các vùng đất đó sẽ vĩnh viễn thuộc về nước Pháp ngay lúc quân đội Pháp chiếm đóng hòn đảo nói trên. Đúng lúc đó thì nước Pháp xảy ra Cách mạng, vua Pháp không thực hiện Hiệp ước nhưng Bá Đa Lộc đã kêu gọi các thương nhân người Pháp trợ giúp cho Nguyễn Ánh.

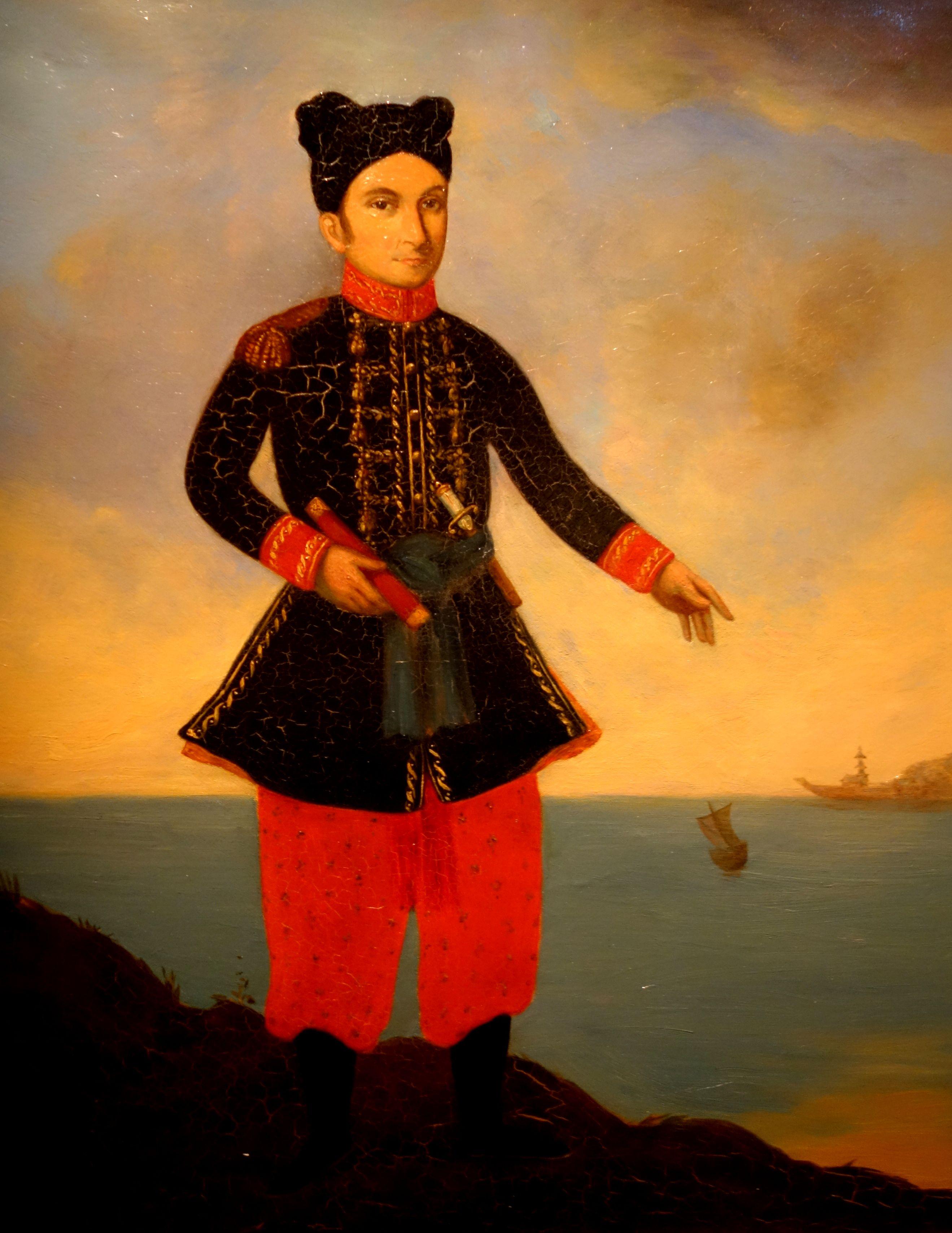
Jean-Baptiste Chaigneau, một sĩ quan người Pháp đã tham gia vào giúp đỡ Nguyễn Ánh

Các hoạt động quyên góp tiền sau này hay xây dựng, sửa sang thành Gia Định, Vĩnh Long, Châu Đốc, Hà Tiên, Biên Hòa, Bà Rịa, huấn luyện cơ đội pháo thủ, tổ chức bộ binh và rèn luyện tập binh lính theo lối châu Âu, trung gia mua tàu chiến và vũ khí... đều có sự góp sức của những người Pháp mà do Bá Đa Lộc chiêu mộ, kêu gọi. Việc củng cố Gia Định cộng thêm sự giúp đỡ của người Pháp đã giúp cho thế lực của Nguyễn Ánh ngày càng mạnh, có thể đối đầu với Tây Sơn.
Nhà nghiên cứu Maybon, trong cuốn sách "La Relation Bissachère và Histoire moderne du pays d’Annam", in năm 1920 tổng kết công trạng của những người Pháp do Bá Đa Lộc chiêu mộ trong việc trợ giúp Nguyễn Ánh chống Tây Sơn như sau:
"Vai trò của nhóm người can đảm đếm trên đầu ngón tay này, trong sự thiếu vắng thông tin mong đợi, không thể xác định được một cách chi tiết. Nhưng không thể chối cãi được rằng họ đã góp phần lớn lao vào chiến thắng của Nguyễn Ánh. Ấy là chưa kể đến phần của họ trong những trận đánh quan trọng như trận tiêu diệt hạm đội của Tây Sơn năm 1792 và những trận dẫn đến chiến thắng Huế năm 1801. Người ta không khỏi khâm phục công trình tạo mà họ đã thực hiện trong những điều kiện không mấy thuận lợi: họ đã xây dựng một nền hải quân theo lối Tây phương và thành lập đội ngũ thủy binh; họ đã huấn luyện quân đội, họ đã đưa kỷ luật vào quân đội, thành lập những cấp chỉ huy; họ đã đúc đại bác, dạy cho người An Nam cách dùng trái phá, họ đã tạo ra đội ngũ pháo binh lưu động mà sự di chuyển đã khiến quân Tây Sơn khiếp vía; họ đã xây dựng những thành đài"

## Quân chúa Nguyễn tái chiếm Gia Định
Vì tranh giành quyền nên anh em Nguyễn Huệ - Nguyễn Nhạc đã không có điều kiện kiểm soát đến các xứ thuộc Đàng Trong nhất là từ Quy Nhơn (Bình Định) trở vào, lợi dụng thời cơ đó, Nguyễn Ánh đã cùng với các bộ tướng cũ, tháng 9 năm Đinh Mùi (1787) trở về nước. Chúa Nguyễn đã được dân miền Nam giúp đỡ rất nhiều, có nhiều tướng giỏi đến phò như Võ Tánh, nên chẳng mấy chốc lực lượng Nguyễn Ánh đã lớn mạnh.
Tháng 7 năm Đinh Vị (1787) quân Nguyễn đánh vào Long Xuyên có kết quả. Nguyễn Ánh mạo một bức thơ để Nguyễn Lữ hiểu lầm thái độ của viên Trấn thủ Sài Côn là Phạm Văn Tham, lợi dụng sự nghi ngờ của tướng Tây Sơn, Nguyễn Vương chiếm Sa Đéc, Vĩnh Long rồi đóng quân ở Mỹ Tho dùng nơi này làm căn cứ.
Ngày 7- 9-1788 quân Nguyễn đánh được Gia Định đuổi được tướng Phạm Văn Tham đang giữ thành này. Từ giờ này trở về sau thành Gia Định nằm dưới sự kiểm soát của họ Nguyễn.
Tháng 9-1788, các tàu Dryade, Garonne, Đại úy Cook và Moyse mang nhiều vũ khí đến Sài Côn và một số sĩ quan Pháp là: Olivier, Dayot, Vannier, Laurent André Barisy, De Forsans phần nhiều sở trường về hải quân và tổ chức các ngành quân đội theo lối Âu châu. Từ giai đoạn này quân Gia Định của chúa Nguyễn mỗi ngày một mạnh bởi được chỉnh bị và cải tổ theo Tây phương về chiến thuật cũng như về chiến lược.
Năm Canh tuất (1790) quân Nguyễn chiếm lại Bình Thuận.
Tháng 3 năm Quý Sửu (1793) Nguyễn Phúc Cảnh được lập làm Đông Cung lãnh chức coi Tả quân.

## Nguyễn Ánh cai quản Gia Định

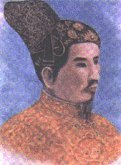
Chúa Nguyễn Ánh, tức vua Gia Long sau này

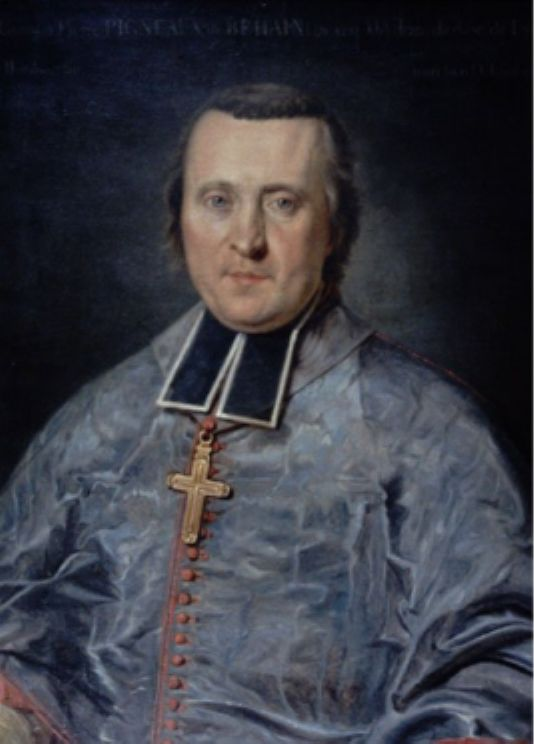
Đức Cha Adran, Giám mục Pigneau de Behaine, vị cố vấn đáng tin cậy của chúa Nguyễn

Chúa Nguyễn Ánh thi hành cai trị nghiêm khắc ở Gia Định. Việc cờ bạc, đàng điếm, mê tín nhảm nhí đều cấm ngặt. các ngạch thuế khóa được đặt ra để lấy ngân sách duy trì quân đội và việc khẩn hoang, trồng trọt được thúc đẩy mạnh. Mười hai Điền Tuấn quan trong đó có Trịnh Hoài Đức, Ngô Tùng Châu, Lê Quang Định được cử ra để quản lý dân làm ăn cầy cấy.
Nhà nước cấp trâu bò và nông cụ cho ai quá nghèo rồi các thứ này được trả bằng thóc vào ngày mùa. Chúa Nguyễn còn tổ chức các đồn điền ở những vùng cao nguyên. Khai khẩn ở đây là những đội gồm quân lính và dân chúng gọi là đồn điền đội, mỗi người phải nộp đồng niên 6 hộc thóc. Dân mộ được 10 người trở lên đi làm đồn điền tì́ cho làm cai trại và miễn sưu dịch. Nhờ có sự khôn khéo này Nam Kỳ xưa kia hoang vu dần dần trở nên trù phú, đông đảo và vui vẻ. Người ngoại quốc ra vào buôn bán tấp nập. Bấy giờ Nguyễn Vương chú ý rất nhiều đến việc mua các đồ đồng, sắt, gang, thép để làm quân khí và trả bằng ngũ cốc cùng đường cát.
Để có chi phí cho các hoạt động quân sự chống lại nhà Tây Sơn, Nguyễn Ánh áp mức thuế và lao dịch rất nặng lên người dân. Theo ý kiến của một nhà nghiên cứu phương Tây hiện đại là Georges Dutton, người dân vùng Gia Định dưới sự cai trị của Nguyễn Ánh trong thời kỳ này phải chịu mức thuế khóa và lao dịch rất nặng, khiến họ trở nên chán ghét Nguyễn Ánh
"...Những người dân đang sống dưới quyền kiểm soát chính trị của chính thế lực nhà Nguyễn ở sâu trong miền nam... mong đợi được giải thoát khỏi họ. Đến cả Pigneau de Behaine (Bá Đa Lộc), ủng hộ viên người Âu nhiệt tình nhất của Nguyễn Ánh, vào năm 1791, cũng đề cập đến điều này, khi ông viết về tình cảnh ngày càng không chịu đựng nổi của những người dân Việt sống trong vùng nhà Nguyễn kiểm soát."
"... sau đó (khi họ Nguyễn lại kiểm soát Nam Bộ), hoàn cảnh sống của người dân dưới chính thể nhà Nguyễn vẫn chẳng hề được cải thiện; điều này được mô tả trong thư của một nhà truyền giáo người Pháp khác, rằng "hai năm vừa qua, mọi người đều phải đi làm việc công ích, và [người ta] không bận tâm với bất kì điều gì khác ngoài việc tìm cách để sống sót, đau khổ đã trở nên đến cực điểm"."
Trong thư gửi cho M. Létondal ngày 14/9/1791, giám mục Bá Đa Lộc viết: 
“… Ông ta (Nguyễn Ánh) bắt dân đóng thuế và làm dịch vụ nặng nề, và lúc này, dân chúng bị nạn đói đe dọa nên họ có vẻ mong quân Tây Sơn đến. Trong tình trạng hiện thời, nếu chúng (Tây Sơn) quả quyết đến tấn công, thì nhà vua khó có thể đương đầu lại được..." 

## Các chiến dịch theo mùa của cả hai phe
Được Gia Định làm căn cứ có đủ thóc gạo nuôi quân, ngay năm sau là tháng 4 năm Canh Tuất (1790) Nguyễn Ánh cho Lê Văn Quân là Chưởng Tiền đem 5.000 quân thủy bộ ra đánh thành Bình Thuận. Võ Tánh và Nguyễn Văn Thành về Gia Định. Lê Văn Quân ở lại giữ Phan Rí nhưng bị  quân Tây Sơn vây đánh phải về lại Gia Định. Sau việc thất bại này Quân lấy làm xấu hổ nên uống thuốc độc mà chết.
Những việc xuất quân của Gia Định trên đây xét ra không lợi. Bấy giờ là tháng 7, gió Bắc thổi mạnh phải đợi gió Nam thủy quân mới đi đánh nhau được. Tuy vậy, năm 1792, quân Nguyễn Ánh vẫn đánh và phá hủy nhiều tàu chiến của Tây Sơn ở biển Thị Nại.
Sau khi chiến thắng quân Thanh, vua Quang Trung chuẩn bị phối hợp với Nguyễn Nhạc đem quân vào Nam đánh Gia Định nhằm triệt để đánh bại thế lực của Nguyễn Ánh, thu phục miền Nam bộ và thống nhất đất nước. Quang Trung dự định phát động chiến dịch rất lớn, huy động hơn 20-30 vạn quân thủy bộ, chia làm ba đường. Chính các giáo sĩ Pháp giúp Nguyễn Ánh lúc đó cũng rất lo lắng và dự liệu Nguyễn Ánh khó lòng chống lại được Tây Sơn trận này. Trong thư gửi cho M. Létondal ngày 14/9/1791, giám mục Bá Đa Lộc viết: 
“… Nhà vua đã không biết lợi dụng cơ hội mà ông ta có được để đánh bại kẻ thù, mà lại để chúng có thì giờ hoàn hồn và chúng thấy rõ tất cả những đồn đại về việc người Âu đến giúp chỉ là chuyện hão. Ông ta (Nguyễn Ánh) bắt dân đóng thuế và làm dịch vụ nặng nề, và lúc này, dân chúng bị nạn đói đe dọa nên họ có vẻ mong quân Tây Sơn đến. Trong tình trạng hiện thời, nếu chúng quả quyết đến tấn công, thì nhà vua khó có thể đương đầu lại được... Tôi rất sợ không đi kịp trước khi tai họa xảy ra cho nhà vua, nếu có sự ấy".
Tuy nhiên năm Nhâm Tý (1792) vua Quang Trung đột ngột qua đời, con là Quang Toản lên ngôi mới 10 tuổi, vì thế Vương nghiệp triều Tây Sơn nhanh chóng rơi vào suy vong. Quang Toản lên ngôi vua, dùng cậu là Bùi Đắc Tuyên làm thái sư giám quốc trông coi mọi việc trong ngoài. Vì Quang Toản còn nhỏ quá, Bùi Đắc Tuyên ngày càng chuyên quyền nên trong ngoài đều oán, đại thần trong triều ngoài trấn nghi kỵ lẫn nhau. Nguyễn Ánh còn dò biết được mâu thuẫn giữ Nguyễn Nhạc và Quang Toản nên rất quyết tâm đánh Tây Sơn.
Được tin vua Quang Trung băng hà, Nguyễn Ánh rất vui mừng, ông đẩy mạnh việc chuẩn bị đánh Tây Sơn. Dưới trướng Nguyễn Vương lúc bấy giờ có nhiều sĩ quan người nước ngoài (chủ yếu là Pháp) như Dayot (Ông Trí), Philippe Vannier (Ông Chấn), Guilloux, Laurent Barisy (Ông Mân), De Forcant (Ông Lăng), Jean Baptiste Chaigneau, Olivier de Puymanel (Ông Tín), Theodore Lebuen. Những quan chức nầy là những cố vấn kỹ thuật cho Nguyễn Vương trong lãnh vực quân sự, vũ khí, đắp thành, v.v...
Năm Nhâm tý (1792) chúa Nguyễn tự thân đi đánh Quy Nhơn nhưng cũng không thành công.
Từ đấy hằng năm cứ đến mùa gió nồm, Nguyễn Phúc Ánh cho quân tiến ra đánh các tỉnh miền Trung, khi gió bấc nổi lên ông lại rút quân về Gia Định. Dân chúng vùng Thuận - Quảng (miền Trung ngày nay), sau nhiều năm mệt mỏi bởi chiến sự liên tục, nay lại thấy vua Quang Trung mất đột ngột, nhà Tây Sơn bị lục đục nội bộ nên cũng mâu thuẫn trong việc nên ủng hộ Nguyễn Ánh hay Tây Sơn. Một số quay sang ủng hộ Nguyễn Ánh, trong dân gian lưu truyền một câu ca dao lục bát: "Lạy trời cho cả gió nồm,/Để cho chúa Nguyễn kéo buồm thẳng ra". Số khác thì vẫn ủng hộ nhà Tây Sơn, thể hiện qua câu ca dao: "Lạy trời cho cả gió lên,/Cho cờ vua Định phất trên kinh thành" (Định ở đây là Bình Định, nơi phát tích nhà Tây Sơn, và kinh thành ở đây là Phú Xuân - Huế). Việc tồn tại 2 câu ca dao trái ngược nhau cho thấy lòng dân khi đó khá mâu thuẫn về việc nên ủng hộ bên nào

Cờ hiệu Hải tặc Trung Hoa Thế kỷ XIX. Hải tặc Trung Hoa là lực lượng được nhà Tây Sơn chiêu mộ để tham gia trong Hải quân nhà Tây Sơn

Chiến dịch gió mùa đầu tiên, trong năm 1792, đưa đến một sự triệt hạ gần như hoàn toàn hải quân của Tây Sơn tại Thị Nại, hải cảng ở Quy Nhơn. Tại đó người anh của Hoàng Đế, Nguyễn Nhạc, đã thả neo một hạm đội các chiến thuyền vừa mới xây dựng xong để chuẩn bị cho một cuộc đánh xuống miền nam. Khi tin tức về chiến dịch chủ định của họ đến tai Nguyễn Phúc Ánh, ông đã phát động một cuộc viễn chinh của chính mình dưới sự chỉ huy của hai người Pháp. Với chiều gió thuận lợi cho nó, lực lượng này đã mau chóng tiến tới cửa Thị Nại, nhận thấy các chiến thuyền Tây Sơn đậu kín tại hải cảng, và đã tiến vào bến tàu, nơi binh sĩ tức thì đổ bộ và chiếm giữ các đồn lũy. Viên tướng Tây Sơn và lực lượng của ông ta đã bỏ chạy, để lại đằng sau các chiến thuyền và vũ khí của mình. Trong số các thuyền tham dự trận đánh này có 40 chiếc thuyền hải tặc được tuyển mộ bởi Hoàng Đế Quang Trung. Ba trong số các thuyền này bị bắt giữ bởi phe chúa Nguyễn, cùng với 75 chiến thuyền khác từ hạm đội mới của Nguyễn Nhạc.
Chiến thuật này đã nhanh chóng làm suy yếu Tây Sơn bởi đánh vào các điểm yếu của đội quân này là hậu cần, khả năng tác chiến trên toàn lãnh thổ Việt Nam, duy trì mạng lưới thủy quân dọc theo duyên hải miền trung và điều phối giữ quân thủy bộ, cuối cùng dẫn đến trận Thị Nại 1801 làm thay đổi tương quan lực lượng hai bên có lợi cho Nguyễn Ánh.

## Sự biến Phú Xuân

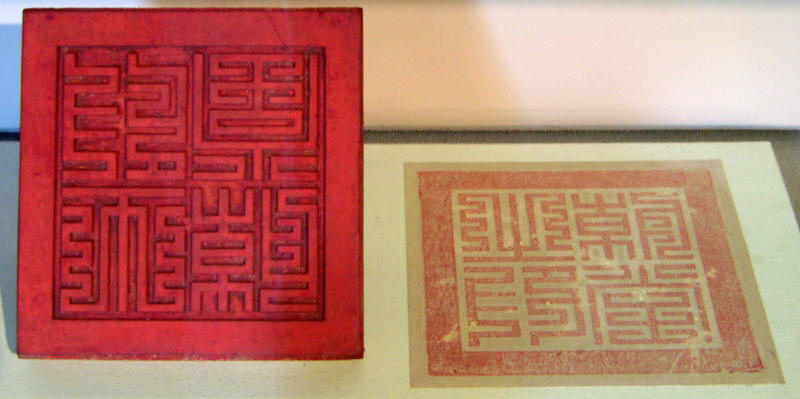
Triều đường chi ân của nhà Tây Sơn.

## Chiến sự ở Quy Nhơn

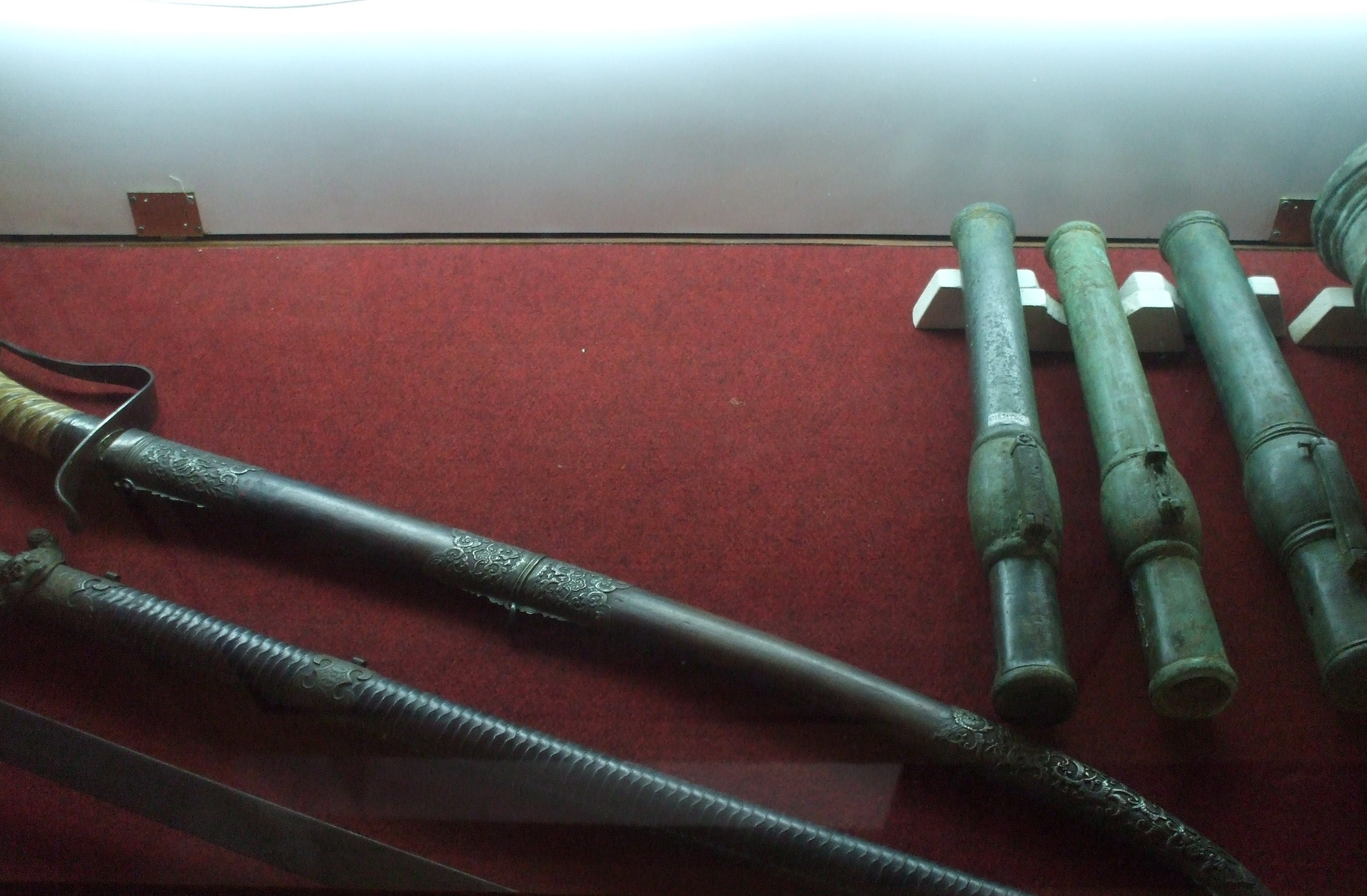
Gươm và súng của quân đội nhà Tây Sơn.

Cuộc thất trận tệ hại nhất vẫn chưa xảy ra. Trong tháng Bảy, các lực lượng phe chúa Nguyễn, sau khi giành được lối tiếp cận với tòa thành, trận hạ thành Quy Nhơn đã chinh phục được thành Hoàng Đế và phủ Quy Nhơn, nơi họ đặt tên lại là Bình Định. Họ ở lại đó cho đến tháng 11 năm 1799, khi mà sự từ trần của vị cố vấn quân sự từ lâu của Nguyễn Phúc Ánh, đức giám mục Adran, Pigneau de Behaine, đã buộc họ phải gửi lực lượng chủ yếu về lại miền nam. Một hạm đội dưới quyền Tổng Binh Võ Tánh đã được lưu lại phòng vệ hải cảng ở đó, cửa Thị Nại, để chống lại hải tặc Tây Sơn.
Bình Định ở vị trí lẻ loi khó tiếp viện, nên mùa thu năm đó quân Tây Sơn vây thành và chận đường tiếp viện phía nam. Nhờ Võ Tánh giỏi cố thủ nên thành không bị mất. Năm Canh Thân (1800) chúa Nguyễn tự thân đi cứu viện đánh nhau nhiều phen với quân Tây Sơn nhưng không giải được vây.

## Chúa Nguyễn lấy lại Phú Xuân và xưng Đế

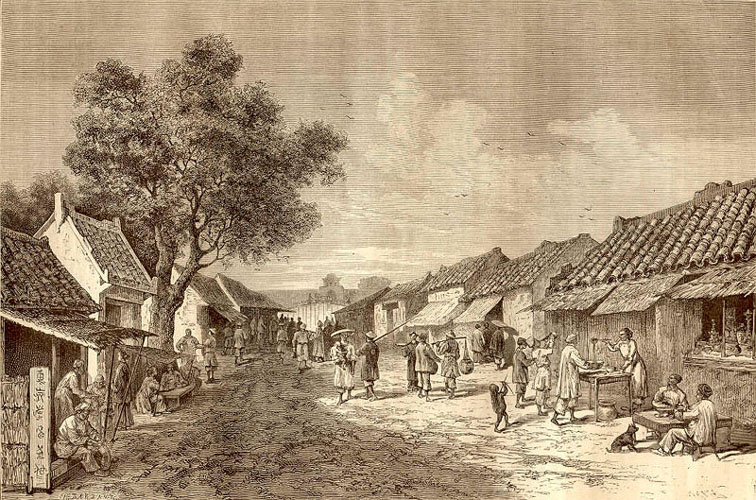
Phú Xuân thế kỷ XIX

Từ năm 1800, triều sóng chiến trận đã từ từ trở nên bất lợi cho phía Tây Sơn. Lần đầu tiên Nguyễn Phúc Ánh, thay vì trở về miền nam, đã ở lại Quy Nhơn, khi đó đang dưới sự bao vây. Sau gần một năm không có các kết quả quyết định, ông ta lựa chọn việc chuyển hướng tấn công vào Phú Xuân.
Từ ngày giữ chức Đại nguyên soái đến lúc này trải qua 25 năm, Nguyễn Ánh được 40 tuổi, nhiều phen ông vào sinh ra tử mới thu phục lại được Kinh đô cũ.
Đến tháng 4 năm Nhâm Tuất (1802), Nguyễn Phúc Ánh cho sửa chữa Hoàng Thành, qua ngày mồng một tháng 5 cho lập đàn ở xã An ninh (nay là Kim Long, Hương Trà, Thừa Thiên) hiệp tế trời đất về việc đặt niên hiệu, hôm sau ngày mồng hai tháng 5 (1.6.1802) vua ngự ở điện nhận lễ triều hạ, đặt niên hiệu Gia Long, ban lệnh đại xá khắp nước. Sau đó cho dựng Thái Miếu ở bên trái Hoàng Thành. Lên Ngôi Hoàng đế rồi, ngài sai Trịnh Hoài Đức, Ngô Nhân Tĩnh đem phẩm vật và những ấn sách của nhà Thanh đã phong cho Tây Sơn, sang nạp cho Thiên Triều và xin cho mình làm An Nam Quốc Vương thay thế Tây Sơn.
Đoàn sứ thần của vua Gia Long đi trên 2 thuyền Bạch Yến và Hoàng Hạc vượt biển tới cửa Hổ Môn thuộc Quảng Đông đem theo cả bọn hải tặc Tây Sơn để nộp. Tổng đốc nhà Thanh là Ái Tân Cát Khánh đem việc này chuyển lên Gia Khánh. Gia Khánh vốn ghét giặc Tây Sơn vô đạo, chiêu nạp bọn Mạc Quan Phù cho cướp bóc, đã lâu ngăn trở ở ngoài biển, nay được tin báo nên rất vui lòng, khoản đãi sứ thần rất hậu và đưa các tướng lãnh hải tặc Tây Sơn ra giết hết.

## VuaTây Sơnchạy ra Bắc
Sau khi Nguyễn Ánh chiếm được Phú Xuân vào năm 1801 thì vua tôi Tây Sơn chạy ra Băc Hà. Đầu năm 1802 Nguyễn Ánh lên ngôi lấy hiệu là Gia Long. Đến khoảng vào mùa thu năm 1802 Nguyễn Ánh cho quân đánh thẳng ra Thăng Long, bắt sống vua Quang Toản ở Xương Giang.

## Những trận đánh cuối cùng
Nhà Tây Sơn tới đây là dứt. Quang Toản lên ngôi vua nǎm 1793, đến nǎm 1802 thì bị giết ở tuổi 20, ở ngôi được 9 nǎm. Như vậy triều Tây Sơn kể từ vua Thái Đức Nguyễn Nhạc đến hết Cảnh Thịnh tồn tại được 24 nǎm (1778 – 1802).
Đến tháng 6 cùng năm thì vua Gia Long đã thống nhất được sơn hà, chấm dứt cuộc chiến tranh kéo dài gần 300 năm. Trận đánh cuối cùng của vua Gia Long và tàn quân Tây Sơn là tại đảo Giang Bình thuộc tỉnh Quảng Tây, Trung Quốc tháng 7/1802. Quân chúa Nguyễn đã chém đầu Đại Tư Mã Trịnh Thất – một hải tặc Trung Hoa trong hàng ngũ Tây Sơn-và kết thúc hoàn toàn cuộc nội chiến đã kéo dài suốt gần 30 năm.
Tháng Giêng năm Giáp tý (1804), Gia Long làm lễ nhận tuyên phong của nhà Thanh, qua tháng 2 đổi quốc hiệu là Việt Nam và mãi đến năm Bính Dần (1806) vua Gia Long mới chính thức làm lễ lên ngôi Hoàng Đế ở điện Thái Hòa.

## Hoán đổi lực lượng hai bên
- Đào Văn Lương trước theo Tây Sơn, sau hàng chúa Nguyễn năm 1793.
- Đoàn Văn Cát trước theo Tây Sơn, sau sang hàng chúa Nguyễn năm 1798, kết cục không rõ.
- Đoàn Trọng Viễn trước theo Tây Sơn, sau sang hàng chúa Nguyễn năm 1790.
- Đỗ Nhàn Trập trước theo chúa Nguyễn, sau chủ tướng bị Nguyễn Ánh giết nên bỏ sang Tây Sơn năm 1782?
- Hoàng Công Thành trước theo Tây Sơn, sau hàng chúa Nguyễn năm 1793, ốm chết ở Quy Nhơn năm 1799.
- Hoàng Đăng Lý trước theo Tây Sơn, sau hàng chúa Nguyễn năm 1793.
- Hoàng Tú Chung trước theo Tây Sơn, sau sang hàng chúa Nguyễn.
- Hộ bộ Lãnh (hoặc Hộ bộ Bá) trước theo chúa Nguyễn, sau chủ tướng bị Nguyễn Ánh giết nên bỏ sang Tây Sơn năm 1782?, kết cục sau không rõ.
- Lý Tài trước theo Tây Sơn, năm 1775 về hàng chúa Nguyễn, sau bị tướng Đỗ Thanh Nhơn của chúa Nguyễn giết chết năm 1777.
- Lê Danh Phong trước theo Tây Sơn, sau chịu hàng chúa Nguyễn năm 1801?
- Lê Chất trước theo Tây Sơn, sau sang hàng chúa Nguyễn năm 1799.
- Lê Văn Hoan trước theo Tây Sơn, sau hàng chúa Nguyễn năm 1799.
- Lê Văn Niệm trước theo Tây Sơn, sau hàng chúa Nguyễn năm 1799.
- Lê Văn Thanh trước theo Tây Sơn, sau bị bao vây rồi đầu hàng quân Nguyễn, rồi trốn về lại với Tây Sơn, khi Tây Sơn thua lại ra hàng quân Nguyễn năm 1801.
- Lê Xuân Giác trước theo chúa Nguyễn, khi Nguyễn Ánh cầu viện quân Xiêm thì bỏ theo Tây Sơn, kết cục sau không rõ.
- Ngô Đình Giới trước theo Tây Sơn, sau sang hàng chúa Nguyễn năm 1801.
- Ngô Văn Sở trước theo Tây Sơn, sau sang hàng chúa Nguyễn, bị buộc tội rồi chết thời Gia Long.
- Nguyễn Bảo, con trưởng Nguyễn Nhạc, vì muốn tranh giành ngôi vua Cảnh Thịnh nên sang hàng chúa Nguyễn, sau bị quân Cảnh Thịnh giết chết năm 1798.
- Nguyễn Công Thái trước theo Tây Sơn, sau hàng chúa Nguyễn năm 1793, cáo lão hồi hương và chết năm 1806.
- Nguyễn Đức Thành trước theo chúa Nguyễn, bị bắt theo Tây Sơn năm 1783, sau bỏ trốn về lại với chúa Nguyễn năm 1787.
- Nguyễn Đăng Vân, con nuôi của Nguyễn Huệ, sau theo chúa Nguyễn, bị Phạm Văn Sâm bắt và hành quyết năm 1788.
- Nguyễn Đức Thiện trước theo Tây Sơn, sau hàng chúa Nguyễn.
- Nguyễn Huỳnh Đức trước theo chúa Nguyễn, bị bắt theo Tây Sơn năm 1783, sau bỏ trốn về lại với chúa Nguyễn năm 1786.
- Nguyễn Hữu Thận trước theo Tây Sơn, sau sang hàng chúa Nguyễn năm 1801.
- Nguyễn Kế Nhuận trước theo Tây Sơn, sau hàng chúa Nguyễn năm 1787.
- Nguyễn Tăng Long trước theo chúa Nguyễn, sau theo Tây Sơn năm 1783.
- Nguyễn Tử Châu trước theo Tây Sơn, sau hàng chúa Nguyễn năm 1800.
- Nguyễn Văn Điểm trước theo Tây Sơn, sang hàng chúa Nguyễn năm 1799, rồi về lại với Tây Sơn năm 1800.
- Nguyễn Văn Phát trước theo Tây Sơn, sau hàng chúa Nguyễn năm 1793, ốm chết ở Quy Nhơn năm 1799.
- Nguyễn Văn Thiệu trước theo Tây Sơn, sau sang hàng chúa Nguyễn năm 1798, kết cục không rõ.
- Nguyễn Văn Toản trước theo Tây Sơn, sau sang hàng chúa Nguyễn năm 1801.
- Nguyễn Văn Trí trước theo Tây Sơn, sau hàng chúa Nguyễn năm 1799.
- Nguyễn Văn Trương trước theo phò Nguyễn Lữ, sau về hàng chúa Nguyễn năm 1787.
- Nguyễn Văn Tứ trước theo Tây Sơn, sau hàng chúa Nguyễn năm 1793.
- Nguyễn Văn Xuân trước theo Tây Sơn, sau sang hàng chúa Nguyễn năm 1801.
- Nguyễn Viết Ưng trước theo Tây Sơn, sau sang hàng chúa Nguyễn năm 1801.
- Phan Văn Đức trước theo Tây Sơn, sau sang hàng chúa Nguyễn, chết năm 1805.
- Phạm Văn Điềm theo Tây Sơn, trá hàng quân chúa Nguyễn khi thành Hoàng Đế thất thủ, rồi về lại với Tây Sơn.
- Trần Hiếu Liêm trước theo Tây Sơn, sau sang hàng chúa Nguyễn năm 1779.
- Trần Hữu Thiên trước theo Tây Sơn, sau sang hàng chúa Nguyễn năm 1799.
- Trần Văn Chạc trước theo chúa Nguyễn, bị bắt theo Tây Sơn, sau bỏ trốn về lại với chúa Nguyễn năm 1799.
- Trần Văn Thái trước theo Tây Sơn, sau hàng chúa Nguyễn năm 1793.
- Trương Thúc Phượng trước theo Tây Sơn, sau hàng chúa Nguyễn năm 1801.
- Từ Văn Chiêu trước theo Tây Sơn, chạy sang chúa Nguyễn năm 1795, sau về lại Tây Sơn năm 1800.
- Từ Văn Tú theo phò Nguyễn Văn Bảo nên chịu theo hàng quân Nguyễn, sau bị quân Cảnh Thịnh giết chết cùng Nguyễn Văn Bảo năm 1798.
- Vũ Đình Giai trước theo Tây Sơn, sau sang hàng chúa Nguyễn năm 1799, theo Lê Chất giữ Hoa An và tử trận năm 1801.
- Vũ Đình Duyên trước theo Tây Sơn, sau sang hàng chúa Nguyễn năm 1799, chết ở trong quân.

## Các tướng tử trận hoặc bị sát hại
Đây là danh sách các tướng lĩnh tử trận hoặc bị sát hại trong cuộc nội chiến Tây Sơn – Chúa Nguyễn từ 1771 đến 1802.

### Tây Sơn
- Chưởng tiền Bảo tử trận khi giao chiến với quân Xiêm năm 1784
- Bùi Thị Nhạn hộ giá vua Cảnh Thịnh chạy ra Bắc Hà, bị quân Nguyễn bắt, không chịu nhục bà tự sát năm 1802
- Bùi Thị Xuân tận lực giúp nhà Tây Sơn đến phút cuối, sau khi nhà Tây Sơn sụp đổ, bà bị Nguyễn Ánh xử tử năm 1802
- Đặng Xuân Bảo quyết chí đánh trả Nguyễn Ánh, bị quân Nguyễn bắt, sau tuyệt thực đến chết năm 1801
- Đào Công Giản tận trung với nhà Tây Sơn, bị quân Nguyễn bắt rồi sau bệnh chết năm 1801
- Đào Văn Hổ tử trận khi giao chiến với quân Nguyễn năm 1793?
- Hồ Văn Tự bị bắt khi quân Nguyễn đánh ra quãng ngãi năm 1801?
- Huỳnh Thị Cúc tử trận khi giao chiến với quân Nguyễn năm 1802
- Lê Trung bị vua Cảnh Thịnh sai Mân Ứng Hầu giết năm 1798 vì tội mưu phản. Ông bị chặt đầu, chặt hết tay chân, xác bị đốt thành tro
- Lê Văn Hưng bị vua Cảnh Thịnh nghe lời Thái sư giết hại vì nghi kỵ năm 1798 (tuy nhiên có nguồn thông tin cho biết Lê Văn Hưng thoát chết và sau này tử chiến với quân Nguyễn đến phút cuối, sau bị Nguyễn Ánh xử tử)
- Nguyễn Học tử trận năm 1782
- Nguyễn Văn Điểm bị quân Nguyễn bắt và xử tử trong lễ hiến phù năm 1802
- Nguyễn Hữu Chỉnh được Nguyễn Huệ cho làm trấn thủ Nghệ An, nhưng sau tỏ ý chuyên quyền, bị Vũ Văn Nhậm nghe lệnh Nguyễn Huệ giết chết năm 1787
- Nguyễn Văn Duệ theo Nguyễn Nhạc,Duệ muốn tái chiếm quảng nam cho Nguyễn Nhạc nhưng thất bại, sau bị Nguyễn Huệ giết năm 1786
- Nguyễn Văn Danh bị quân Nguyễn bắt và xử tử trong lễ hiến phù năm 1802
- Nguyễn Văn Huấn bị vua Cảnh Thịnh giết năm 1798 vì tội ông bênh vực vụ tư lệ Lê Trung
- Nguyễn Văn Tuyết tận lực giúp nhà Tây Sơn đến phút cuối, Ông là bề tôi yêu của nhà tây sơn giữ chức vụ trấn thủ Hải Dương. Năm 1802 ông bị quân Nguyễn bắt ở Quảng Ninh vua Gia Long cho rằng ông là tướng vô danh nên thả ông không giết hại
- Nguyễn Thị Dung ở lại cản quân Nguyễn để vua Cảnh Thịnh chạy trốn, bị quân Nguyễn bắt, không chịu nhục bà tự sát năm 1802. Bà là em ruột của Đại Đô Đốc Nguyễn Văn Xuân
- Nguyễn Quang Thùy con vua Quang Trung, bị quân Nguyễn vây đuổi, thắt cổ tự vẫn năm 1802
- Ngô Văn Sở bị dìm chết vì bị cho là thông đồng với quyền thần Bùi Đắc Tuyên năm 1795
- Phạm Văn Trị bị bắt và xử tử năm 1801
- Phạm Ngạn tử trận khi giao chiến với tướng chúa Nguyễn Trần Công Chương năm 1782
- Phạm Văn Tham bị Nguyễn Ánh giết chết năm 1789
- Phạm Văn Điềm bị bắt rồi xử tử trong lễ hiến phù năm 1802
- Từ Văn Chiêu bị bắt rồi bệnh ốm. Nguyễn Ánh ra lệnh giết ông trước khi mang ra làm lễ hiến phù
- Trần Quang Diệu tận lực giúp nhà Tây Sơn đến phút cuối, sau khi nhà Tây Sơn sụp đổ ông bị Nguyễn Ánh dụ hàng nhưng không theo, rồi bị xử tử năm 1802
- Trần Văn Kỷ tận trung với nhà Tây Sơn. Sau trận Phú Xuân thất thủ năm 1801 ông ra hàng, sau đó ông tìm cách liên lạc với vua Cảnh Thịnh, bị phát hiện Nguyễn Ánh ra lệnh giết ông rồi tịch biên gia sản
- Trịnh Nhất vốn là hải tặc Trung Hoa, bị Nguyễn Ánh chém đầu năm 1802
- Vũ Văn Nhậm theo lệnh Nguyễn Huệ ra Bắc Hà diệt Nguyễn Hữu Chỉnh, nhưng sau lại kiêu căng, bị Nguyễn Huệ giết năm 1788
- Vũ Văn Dũng tận lực giúp nhà Tây Sơn đến phút cuối, bị Nguyễn Ánh bắt và xử tử năm 1802
- Vũ Văn Thành tử chiến tới phút cuối với quân Nguyễn tại Trận Thị Nại năm 1801
- Võ Đình Tú tử chiến với quân Nguyễn, trúng đạn rồi hy sinh năm 1799

### Chúa Nguyễn
- Châu Văn Tiếp bị quân Tây Sơn đâm trọng thương rồi qua đời năm 1784
- Cao Phước Trí nghe lệnh Nguyễn Ánh sang Xiêm La cầu viện, nhưng giữa đường gặp quân Chân Lạp hợp tác với Tây Sơn giết chết năm 1782
- Đỗ Bảng tướng tâm phúc của Đỗ Thanh Nhơn, trước theo chúa Nguyễn, sau dấy binh chống lại Nguyễn Ánh trả thù cho chủ, sau bị quân Nguyễn Ánh giết chết năm 1780
- Dương Công Trừng bị quân Tây Sơn bắt sống, sau bị Nguyễn Nhạc xử chém năm 1783
- Đặng Văn Lượng bị tướng Tây Sơn Nguyễn Văn Kim chém chết khi cùng quân Xiêm tiến vào Nam Hà năm 1784
- Đỗ Thành Nhơn bị Nguyễn Ánh cho người sát hại năm 1781
- Hồ Công Siêu tử trận năm 1782
- Lý Tài bị Đỗ Thanh Nhơn giết năm 1777
- Lâm Đồ nghe lệnh chúa Nguyễn đem chở gạo ra giúp quân Thanh nhưng bị bão làm đắm chết năm 1789?
- Lê Danh Phong trước theo Tây Sơn nhưng sau chịu hàng chúa Nguyễn nhưng rồi bị nghi ngờ và sát hại (có thông tin ông vốn trung thành với nhà Tây Sơn và chỉ giả vờ hàng để phá quân Nguyễn nhưng chưa kịp thì bị giết)
- Lê Văn Quân lục đục với nội bộ chúa Nguyễn, sau uất hận uống thuốc độc tự vẫn năm 1791
- Lê Phước Điển hy sinh mặc áo ngữ cho Nguyễn Ánh chạy trốn, bị quân Tây Sơn giết vì tưởng là Nguyễn Ánh năm 1783
- Lục Côn tướng quân Xiêm tử trận khi giao chiến với quân Tây Sơn năm 1784
- Mạc Tử Dung theo lệnh chúa Nguyễn đi sứ sang Xiêm, bị vua Xiêm bắt giết năm 1780
- Mạc Tử Sanh tử trận năm 1788
- Manuel (Mạn Hòe) cai cơ người Pháp bị Nguyễn huệ giết năm 1782
- Nguyễn Kim Phẩm bị tướng nổi loạn Trần Hưng sát hại năm 1783
- Nguyễn Phúc Thuần chúa Nguyễn thứ 9, bị Nguyễn Huệ bắt giết năm 1777
- Nguyễn Phúc Dương chúa Nguyễn thứ 10, vốn do quân Tây Sơn lập ra làm chúa bù nhìn để tranh thủ lòng dân, bỏ trốn vào Gia Định, sau bị Nguyễn Lữ bắt giết năm 1777
- Nguyễn Phước Mân tử trận năm 1782
- Nguyễn Văn Hiền bị Nguyễn Huệ bắt giết năm 1777
- Nguyễn Văn Oai tử trận khi cùng quân Xiêm đánh Tây Sơn năm 1784
- Ngô Tùng Châu tử thủ thành Quy Nhơn với Võ Tánh, liệu chống không nổi quân Tây Sơn nên uống thuốc độc chết theo thành năm 1801
- Tống Viết Phước bị quân Tây Sơn phục kích và bắt sống, sau bị tướng Tây Sơn Từ Văn Chiêu chém đầu năm 1801
- Tống Phước Nghĩa bị tướng Tây Sơn Nguyễn Quang Huy chém chết năm 1799
- Tống Phước Hiệp chống lại quân Nguyễn Lữ thì lâm bệnh qua đời năm 1776
- Tống Phước Hòa cố gắng cứu Nguyễn Phúc Thuần và Nguyễn Phúc Dương nhưng không thành, rồi tự sát năm 1777
- Tống Phước Thiêm bị thuộc hạ của Đỗ Thanh Nhơn giết chết để báo thù năm 1782
- Tống Văn Khôi bị Nguyễn Huệ bắt giết năm 1777
- Tống Văn Phước tử trận khi đánh dẹp thuộc hả của Đỗ Thanh Nhơn năm 1781?
- Trần Đĩnh lục đục nội bộ với tướng Tôn Thất Cốc nên bị sát hại năm 1783
- Trần Văn Thức bị Nguyễn Nhạc bắt giết năm 1777
- Trần Xuân Trạch nghe lệnh Nguyễn Ánh sang Xiêm La cầu viện, nhưng giữa đường gặp quân Chân Lạp hợp tác với Tây Sơn giết chết năm 1782
- Võ Nhàn tướng tâm phúc của Đỗ Thanh Nhơn, trước theo chúa Nguyễn, sau dấy binh chống lại Nguyễn Ánh trả thù cho chủ, sau bị quân Nguyễn Ánh giết chết năm 1780
- Võ Tánh tử thủ thành Quy Nhơn chống lại Trần Quang Diệu của Tây Sơn, tuẫn tiết theo thành năm 1801
- Võ Di Nguy tử trận khi giao chiến với quân Tây Sơn tại trận Thị Nại năm 1801